# Rhamnus prunifolia
Rhamnus prunifolia là một loài thực vật có hoa trong họ Táo. Loài này được Sm. miêu tả khoa học đầu tiên năm 1806.